# Amyris axilliflora
Amyris axilliflora là một loài thực vật có hoa trong họ Cửu lý hương. Loài này được Griseb. mô tả khoa học đầu tiên năm 1866.